# Oestrich-Winkel
Oestrich-Winkel város Németországban, Hessen tartományban. Lakosainak száma 11 769 fő (2023. december 31.).

## Városrészek
- Hallgarten,
- Mittelheim,
- Oestrich,
- Winkel.

## Népesség
A település népességének változása:
| Lakosok száma | 11 917 | 11 632 | 11 838 | 11 869 | 11 723 | 11 823 | 11 769 |
|               | 2012   | 2015   | 2017   | 2019   | 2021   | 2022   | 2023   |